# Коэффициент Гурвица
Коэффициент Гурвица, также Критерий Гурвича (англ. Hurwicz criterion) — в теории принятия решений один из критериев принятия решений в условиях неопределённости. Позволяет с помощью параметра λ руководствоваться промежуточным случаем между крайним оптимизмом и крайним пессимизмом. Впервые выдвинут американским экономистом Леонидом Гурвичем в 1950. В 1954 Леонард Джимми Сэвидж дополнил теорию Гурвича.